# Sphingulini
Sphingulini este un trib care conține specii de molii din familia Sphingidae. 

## Taxonomie
- Genul Coenotes - Rothschild & Jordan, 1903
- Genul Dolbina - Staudinger, 1877
- Genul Hopliocnema - Rothschild & Jordan, 1903
- Genul Kentrochrysalis - Staudinger, 1887
- Genul Monarda - Druce, 1896
- Genul Pentateucha - Swinhoe, 1908
- Genul Sphingulus - Staudinger, 1887
- Genul Synoecha - Rothschild & Jordan, 1903
- Genul Tetrachroa - Rothschild & Jordan, 1903

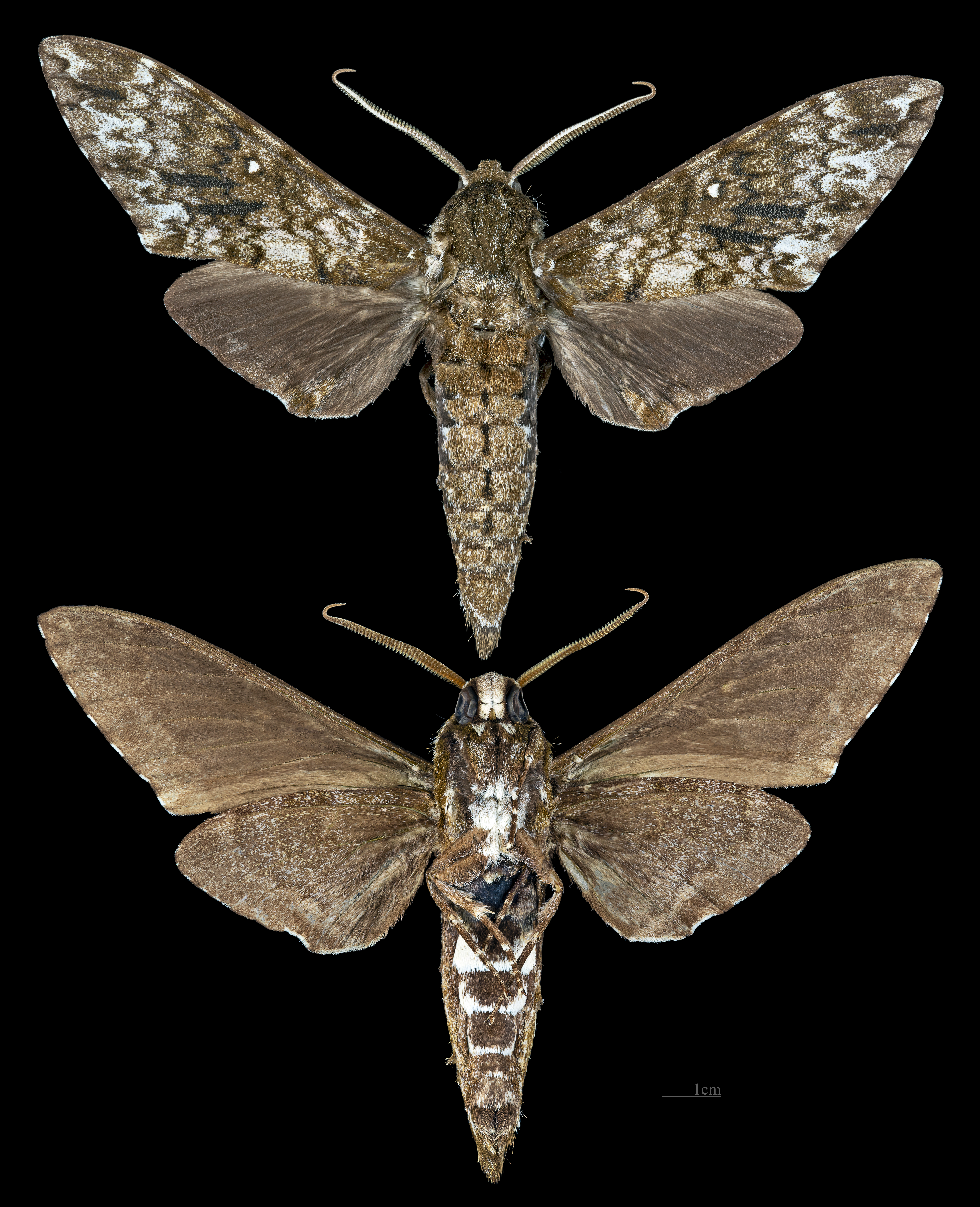
Dolbina
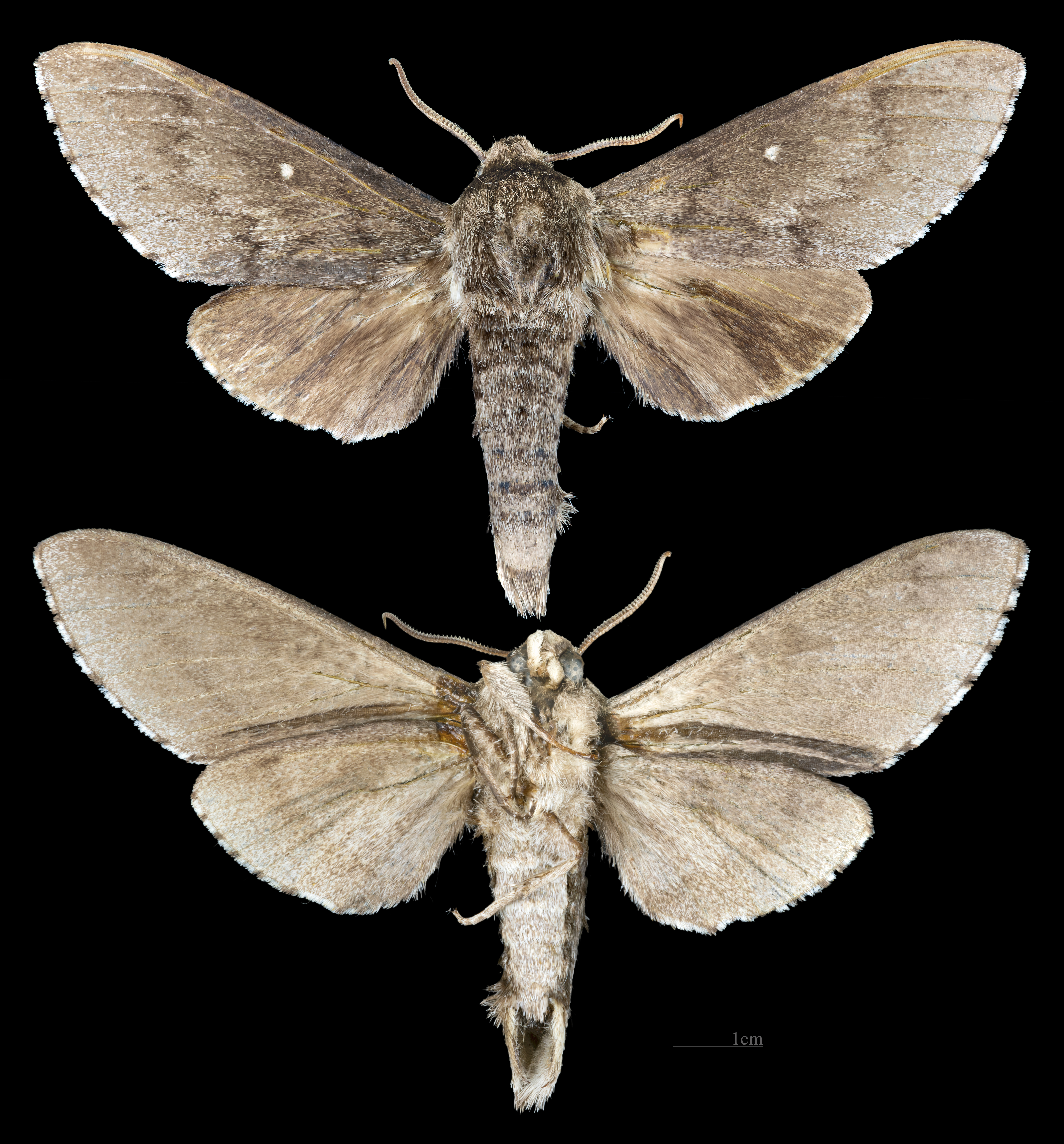
Sphingulus
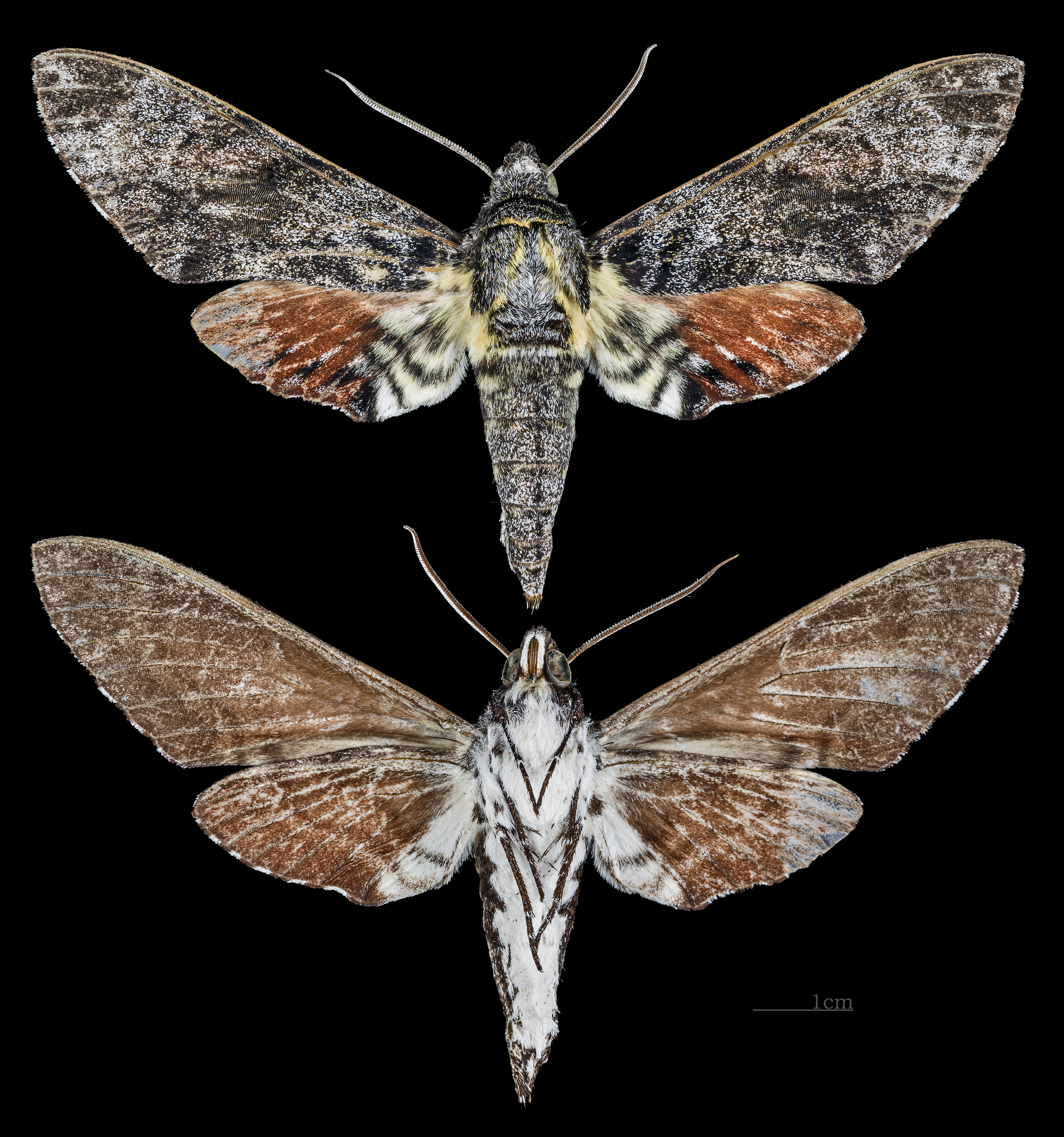
Tetrachroa